# Бой в заливе Кунфуда
Бой в заливе Кунфуда (ит. Battaglia di Kunfida) — морское сражение в Красном море, произошедшее 7 января 1912 года, через несколько месяцев после начала Итало-турецкой войны.

## Стратегическая обстановка
Во время итало-турецкой войны, пока сухопутные столкновения ограничивались Ливией и высадкой десанта на Додеканесе, итальянский королевский флот активно посвятил себя поиску и уничтожению турецких военно-морских сил с целью устранения угрозы итальянским коммуникациям. В частности, турецкая флотилия Красного моря поставила под угрозу поставки в итальянскую колонию Эритрею. В начале боевых действий королевский флот имел несколько морских кораблей, базировавшихся в Массауа, таких как торпедный катер «Аретуса» и канонерская лодка «Вольтурно»; Однако «Аретуса» устарел, учитывая, что в 1911 году он был переведен на охрану порта в Массауа, а в 1912 году был исключен из рядов королевского флота. Однако вскоре после начала боевых действий, 2 октября 1911 года, этим двум судам удалось вынудить самое мощное турецкое соединение на Красном море, торпедный крейсер «Пейк-и-Шевкет», вместе с двумя канонерскими лодками, сопровождавшими его, укрыться в Суэце после столкновения у берегов Ходейды. Для выслеживания небольших, но опасных турецких сил, базировавшихся на Аравийском полуострове, была отправлена морская флотилия, около десяти кораблей.

## Ход боя
7 января 1912 года итальянский бронепалубный крейсер Piemonte, находившийся под командованием капитана второго ранга Освальдо Паладини, и эскадренные миноносцы Artigliere и Garibaldino обнаружили в заливе Кунфуда, на берегах которого в настоящее время расположился одноимённый город, 12 турецких кораблей. После трёхчасового боя итальянские корабли разгромили турецкий флот, в результате чего четыре канонерские лодки были потоплены и одна яхта наряду с четырьмя крупными доу сдались в плен. В ходе сражения три турецкие канонерские лодки, получившие серьёзные повреждения, выбросились на пляж. Следующим утром эти корабли были уничтожены итальянцами, прорвавшими блокаду Ходейды.